# Atys (Lydie)
Pour les articles homonymes, voir Atys.
Atys, grec ancien Ἄτυς, est un roi mythique de Lydie au XVIe siècle avant notre ère.
Il fait partie de la dynastie des Atyades, qui régna de 1579 à 1292, et fut remplacée par celle des Héraclides.
Il serait le fils de Manès, premier roi de cette dynastie, selon Hérodote, et le père de Lydos.